# (29775) 1999 CO45
A (29775) 1999 CO45 a Naprendszer kisbolygóövében található aszteroida. A LINEAR projekt keretében fedezték fel 1999. február 10-én.